# سخت‌دانه
سخت‌دانه (نام علمی: Sclerosperma) نام یک سرده از تیره نخل است.